# Dirección de Aprovisionamiento del Estado
La Dirección de Aprovisionamiento del Estado (DAE) fue entre  1927 y 2003 el servicio público encargado de las compras y suministros del Estado de Chile. Reemplazado por la Dirección de Compras y Contratación Pública (ChileCompra) según la Ley N° 19.886 de Compras Públicas (29 de agosto de 2003).
Para el sistema de salud pública (Servicio Nacional de Salud 1952-1979 y SNSS desde 1979 en adelante) las funciones de compra y suministro lo efectuaba la Central Nacional de Abastecimiento (Cenabast).
El edificio de administración y las bodegas, construidos entre 1928 y 1945, que ocupaba la DAE fue declarado Monumento Histórico el 2001. Siendo posteriormente reacondicionado y ocupado por la Biblioteca de Santiago y el Archivo Nacional de la Administración.